# Liste der Kunstwerke im öffentlichen Raum in Graz/Geidorf
Diese Liste der Kunstwerke im öffentlichen Raum in Graz/Geidorf enthält die auf „OFFSITE_GRAZ“ (Oeffentliche Kunst seit fuenfundvierzig) gelisteten permanenten Kunstwerke im öffentlichen Raum (Public Art) im Grazer Stadtbezirk Geidorf. OFFSITE_GRAZ wurde im Auftrag der Stadt Graz, in Koordination mit dem Kulturamt, entwickelt und umfasst einen Zeitraum bis 2011.

## Profane Kunstwerke
| Foto |                 | Name                                                                           | Typ     | Standort                                                                                                 | Künstler                              | Datierung     | Beschreibung | Metadaten                        |
| ---- | --------------- | ------------------------------------------------------------------------------ | ------- | --- | ------------------------------------- | ------------- | --- | -------------------------------- |
| BW   | Datei hochladen | Radio Station ID: 912                                                          |         | LKH, Auenbruggerplatz 1 Standort                                                                         | Fedo Ertl                             | 1994          | | Standort: Geidorf                |
| ja   | Datei hochladen | Weißer Garten ID: 929                                                          |         | LKH, Hals-Nasen-Ohren-Universitätsklinik, Auenbruggerplatz 26 Standort                                   | Vaclav Fiala                          | 2000          | | Standort: Geidorf                |
| BW   | Datei hochladen | Kopf ID: 1011                                                                  |         | LKH, Hals-Nasen-Ohren-Universitätsklinik, Auenbruggerplatz 26 Standort                                   | Gustav Hofer                          | 1957          | | Standort: Geidorf                |
| BW   | Datei hochladen | Stahlkörper und Wandteil ID: 1456                                              |         | LKH, Institut für Pathologische Anatomie, Auenbruggerplatz 25 Standort                                   | Gustav Troger                         | 1986          | | Standort: Geidorf                |
| BW   | Datei hochladen | Wandgestaltung ID: 1059                                                        |         | LKH, Internat der Gesundheits- und Kranken-Pflegeschule Graz, Speisesaal, Auenbruggerplatz 24 Standort   | Dina Kerciku                          | ca. 1975–1979 | | Standort: Geidorf                |
| ja   | Datei hochladen | Künstlerisches Gesamtkonzept ID: 902                                           |         | LKH, Leitsystem, Auenbruggerplatz 1 Standort                                                             | Plamen Dejanov, Swetlana Heger        | 2003          | | Standort: Geidorf                |
| BW   | Datei hochladen | fnsystems ID: 1211                                                             |         | LKH, Medizinische Universitätsklinik, Auenbruggerplatz 15 Standort                                       | Flora Neuwirth                        | 1998/99       | | Standort: Geidorf                |
| BW   | Datei hochladen | Raumgestaltung ID: 1046                                                        |         | LKH, Medizinische Universitätsklinik, Klinische Abteilung für Onkologie, Auenbruggerplatz 15 Standort    | Friedensreich Hundertwasser           | 1992/93       | | Standort: Geidorf                |
| ja   | Datei hochladen | Altar, Ambo, Taufstein ID: 1112                                                |         | LKH, Pfarrkirche Heiligster Erlöser, Auenbruggerplatz 1 Standort                                         | Hermann Logar                         | 1982          | | Standort: Geidorf                |
| ja   | Datei hochladen | Haut ID: 1397                                                                  |         | LKH, Universitätsklinik für Dermatologie und Venerologie, Auenbruggerplatz 8 Standort                    | Erwin Sommer                          | 1990          | | Standort: Geidorf                |
| ja   | Datei hochladen | Chrysalis ID: 1127                                                             |         | LKH, Universitätsklinik für Kinder- und Jugendheilkunde, Auenbruggerplatz 30 Standort                    | Katarina Matiasek                     | 2001          | | Standort: Geidorf                |
| ja   | Datei hochladen | 3 Kinderfiguren ID: 1148                                                       |         | LKH, Universitätsklinik für Kinder- und Jugendheilkunde, Hof, Auenbruggerplatz 30 Standort               | Ulf Mayer                             | 1970–1971     | | Standort: Geidorf                |
| BW   | Datei hochladen | Il Controdolore GMBH ID: 1016                                                  |         | LKH, Universitätsklinik für Kinderchirurgie, Auenbruggerplatz 34 Standort                                | Tamara Horáková, Ewald Maurer         | 1993          | | Standort: Geidorf                |
|      | Datei hochladen | Kapellengestaltung ID: 1157                                                    |         | LKH, Universitätsklinik für Neurochirurgie, Ambulanz, Kapelle, Auenbruggerplatz 29                       | Max Milo                              | 1986          | | Standort: Geidorf                |
| BW   | Datei hochladen | Sitzskulptur, Stiller Raum ID: 1487                                            |         | LKH, Universitätsklinik für Psychiatrie, Auenbruggerplatz 31 Standort                                    | Franziska Weinberger, Lois Weinberger | 2002          | | Standort: Geidorf                |
| ja   | Datei hochladen | Sonnenkommunikant ID: 1008                                                     |         | LKH, Universitätsklinik für Strahlentherapie-Radioonkolgie, Auenbruggerplatz 32 Standort                 | Brigitte Haubenhofer-Salicites        | 1983          | | Standort: Geidorf                |
| ja   | Datei hochladen | Frauenfigur ID: 1280                                                           |         | LKH, Universitätsklinik für Urologie, Grünanlage, Auenbruggerplatz 7 Standort                            | Josef Pillhofer                       | 1983          | | Standort: Geidorf                |
| ja   | Datei hochladen | 12 Tierkreiszeichen ID: 1130                                                   |         | LKH, Zentral-Röntgeninstitut, Auenbruggerplatz Standort                                                  | Hans Mauracher                        | 1951          | | Standort: Geidorf                |
| ja   | Datei hochladen | Liegende ID: 1131                                                              |         | LKH, Zentral-Röntgeninstitut, Grünanlage, Auenbruggerplatz Standort                                      | Hans Mauracher                        | 1951          | | Standort: Geidorf                |
| ja   | Datei hochladen | Kegelstein ID: 1085                                                            |         | Bundesstaatliche baktereologische und serologische Untersuchungsanstalt, Beethovenstraße 8 Standort      | Othmar Krenn                          | 1981          | | Standort: Geidorf                |
| BW   | Datei hochladen | Eule ID: 1053                                                                  |         | BG Carnerigasse, Eingangshalle, Carnerigasse 30, 32 Standort                                             | Alfred Kala                           |               | | Standort: Geidorf                |
| BW   | Datei hochladen | Wandgestaltung ID: 1057                                                        |         | BG Carnerigasse, Eingangshalle, Carnerigasse 30, 32 Standort                                             | Dina Kerciku                          | 1962          | | Standort: Geidorf                |
| BW   | Datei hochladen | Generationen ID: 1145                                                          |         | BG Carnerigasse, Eingangshalle, Carnerigasse 30, 32 Standort                                             | Ulf Mayer                             |               | | Standort: Geidorf                |
| ja   | Datei hochladen | Liegende ID: 1291                                                              |         | Geidorfgürtel 42 Standort                                                                                | Walter Pochlatko                      | 1960          | | Standort: Geidorf                |
|      | Datei hochladen | 63 Jahre danach ID: 1776                                                       | Projekt | Geidorfplatz (Einmündung Bergmanngasse)                                                                  | Jochen Gerz                           | 2010          | | Standort: Geidorf                |
| ja   | Datei hochladen | Fassadengestaltung ID: 1390                                                    |         | Grillparzerstraße 28-32 Standort                                                                         | Wolfgang Skala                        | 1954          | drei Supraportensandsteinreliefs | Standort: Geidorf                |
| ja   | Datei hochladen | Ehrenring. Denkmal für Oktavia Aigner-Rollett ID: 877                          | Denkmal | Universität, Vorklinik, Harrachgasse 21 Standort                                                         | Barbara Baur-Edlinger                 | 1997          | Das Denkmal für Oktavia Aigner-Rollett, zweite Absolventin der medizinischen Fakultät in Graz und erste Sekundarärztin in Österreich, besteht aus einem Ring aus zwei Teilen, der erste Teil steht in der Harrachgasse, ihrem Geburts- und Studienort, der zweite vor dem Paulustor (Lage), wo sie als erste Ärztin im Grazer Allgemeinen Krankenhaus tätig war. | Standort: Geidorf / Innere Stadt |
| ja   | Datei hochladen | Urzellensystem ID: 1006                                                        |         | Hugo-Wolf-Gasse 10 Standort                                                                              | Fritz Hartlauer                       | 1967          | | Standort: Geidorf                |
| ja   | Datei hochladen | Und sie fanden eine neue Heimat ID: 1218                                       |         | Häuser der Heimatvertriebenen, Hilmgasse 9-11 Standort                                                   | Wilma Niedermayr-Schalk               | 1964          | | Standort: Geidorf                |
| BW   | Datei hochladen | Freiraumgestaltung ID: 1277                                                    |         | Bundesgymnasium und Bundesrealgymnasium Kirchengasse, Kirchengasse 5 Standort                            | Beverly Piersol                       | 1996          | | Standort: Geidorf                |
| ja   | Datei hochladen | Fassadengestaltung ID: 1293                                                    |         | Körblergasse 26 Standort                                                                                 | Walter Pochlatko                      | 1963          | | Standort: Geidorf                |
| BW   | Datei hochladen | Ziegelskulptur ID: 1067                                                        |         | AHS und HTBLA Körösistraße, Körösistraße 157 Standort                                                    | Per Kirkeby                           | 1992          | | Standort: Geidorf                |
| ja   | Datei hochladen | Stehende Frauen ID: 1292                                                       |         | Laimburggasse 25 Standort                                                                                | Walter Pochlatko                      | 1963          | | Standort: Geidorf                |
| ja   | Datei hochladen | Hl. Florian ID: 1319                                                           |         | Liebiggasse 9 Standort                                                                                   | Walter Ritter                         |               | | Standort: Geidorf                |
| ja   | Datei hochladen | Fassadengestaltung ID: 1149                                                    |         | Rosenberggürtel 20 Standort                                                                              | Ulf Mayer                             | 1972          | | Standort: Geidorf                |
| ja   | Datei hochladen | Kinderzelt ID: 919                                                             |         | Rosenhaingasse 3 Standort                                                                                | Franz Felfer                          | 1966/70       | | Standort: Geidorf                |
| ja   | Datei hochladen | Fassadengestaltung ID: 1068                                                    |         | Rückertgasse 11 Standort                                                                                 | Rudolf Kiss                           | 1965          | | Standort: Geidorf                |
| BW   | Datei hochladen | Dream and Memory ID: 1204                                                      |         | Sanatorium Leonhard, Eingangsbereich innen, Schanzelgasse 42 Standort                                    | Paloma Navares                        | 1997          | | Standort: Geidorf                |
| ja   | Datei hochladen | Pyramide, Ring, Würfel ID: 1119                                                |         | Sanatorium Leonhard, Garten, Schanzelgasse 42 Standort                                                   | Tony Long                             |               | Die aus COR-TEN-Stahl gefertigten Skulpturen stellen Körper dar, die nur teilweise aus der Erde ragen und unvollständig sind: Pyramide, Ring (Lage) und Würfel (Lage). | Standort: Geidorf                |
| ja   | Datei hochladen | Projekt zur Malerei von Franz Köck ID: 1098 HERIS-ID: 112995 Objekt-ID: 131220 |         | Universität, ÖH, Schubertstraße 6 Standort                                                               | Richard Kriesche                      | 1997          | Bei Renovierungsarbeiten im Stiegenhaus des Gebäudes der Österreichischen Hochschülerschaft wurden zwei Fresken von Franz Köck aus dem Jahr 1938 entdeckt. Richard Kriesche hat die Fresken als Dokument der Nazivergangenheit mit Glasplatten „verhüllt“: Die darin eingeätzten Schriftzeichen formen mahnende Worte des Rektors der Universität, die die Jugend zu Toleranz und Offenheit aufrufen und die beiden „Blut und Boden“-Bilder als Menetekel bezeichnen. | Standort: Geidorf                |
| BW   | Datei hochladen | Farbkonzept ID: 1436                                                           |         | Seniorenzentrum Graz, Theodor-Körner-Straße 65-67 Standort                                               | Jorrit Tornquist                      | 1988          | | Standort: Geidorf                |
| BW   | Datei hochladen | Ganggestaltung „Giotto“ ID: 1437                                               |         | Seniorenzentrum Graz (Seniorenwohnungen), Theodor-Körner-Straße 65-67 Standort                           | Jorrit Tornquist                      | 1985          | | Standort: Geidorf                |
|      | Datei hochladen | Künstlerische Gestaltung ID: 1394                                              |         | Seniorenzentrum Graz, Mess- bzw. Versammlungsraum, Theodor-Körner-Straße 65-67                           | Gunther Skreiner                      |               | | Standort: Geidorf                |
|      | Datei hochladen | Glasfenster ID: 1431                                                           |         | Seniorenzentrum Graz, Messkapelle, Theodor-Körner-Straße 65-67                                           | Edith Temmel                          |               | | Standort: Geidorf                |
| ja   | Datei hochladen | panta rhei – alles fließt ID: 1770                                             |         | vor der Karl-Franzens-Universität, Universitätsplatz 3 Standort                                          | Klaus Schrefler                       | 2011          | | Standort: Geidorf                |
| BW   | Datei hochladen | Wandmalerei ID: 969                                                            |         | Universität, FB RESOWI, Universitätsstraße 15 AE Standort                                                | Franz Graf                            | 1997          | | Standort: Geidorf                |
| BW   | Datei hochladen | Farb- und Lichtkonzept, Venustempel ID: 1435                                   |         | Universität, Hörsaal im ehemaligen Heizhaus, Universitätsstraße 2-4 Standort                             | Jorrit Tornquist                      | 1988          | | Standort: Geidorf                |
| BW   | Datei hochladen | GEISTESBLITZE (Chronik G.A.M.A.) ID: 896                                       |         | Universität, Institut für Anglistik, Erschließungshalle, Heinrichstraße 36 Standort                      | Waltraud Cooper                       | 1991          | | Standort: Geidorf                |
| BW   | Datei hochladen | Installation zum Thema Tulpen ID: 1159                                         |         | Universität, Institut für Pflanzenphysiologie, Vorplatz, Stiegenhaus, Buffet, Schubertstraße 51 Standort | Rudi Molacek                          | 1996          | Die mehrteilige Installation besteht aus einem Blumenbeet mit roten Kunststofftulpen am Vorplatz, einer Glasvitrine mit roter Tulpe in einem Glasgefäß und Computermalerei im Stiegenhaus. Das Objekt ist nur noch teilweise vorhanden. | Standort: Geidorf                |
| ja   | Datei hochladen | Außengestaltung RESOWI ID: 1081                                                |         | Universität, RESOWI, Heinrichstraße Standort                                                             | Janos Koppandy                        | 1996          | | Standort: Geidorf                |
| BW   | Datei hochladen | o.T. ID: 1083                                                                  |         | Universität, RESOWI, Universitätsstraße 15 AE Standort                                                   | Jannis Kounellis                      | 1996          | | Standort: Geidorf                |
| ja   | Datei hochladen | ZEIT ID: 947                                                                   |         | Universität, Universitätsbibliothek, Zubau, Universitätsplatz 3 Standort                                 | Heinz Gappmayr                        | 1996          | 2017 im Rahmen der Bibliotheksneugestaltung abgerissen. | Standort: Geidorf                |
| BW   | Datei hochladen | Wandmalerei ID: 970                                                            |         | Universität, Universitätsbibliothek, Zubau, Universitätsplatz 3 Standort                                 | Franz Graf                            | 1997          | | Standort: Geidorf                |
| BW   | Datei hochladen | Uni-Biblio-Inkjetprint ID: 1154                                                |         | Universität, Universitätsbibliothek, zentrale Halle, Universitätsplatz 3 Standort                        | Wilfried Mayrus                       | 1996          | | Standort: Geidorf                |
| ja   | Datei hochladen | Der Chemiker Friedrich Emich ID: 966                                           | Denkmal | Villefortgasse 11 Standort                                                                               | Wilhelm Gösser                        | 1957          | | Standort: Geidorf                |

## Sakrale Kunstwerke
| Foto |                 | Name                                                             | Typ | Standort                                                                   | Künstler                            | Datierung              | Beschreibung | Metadaten         |
| ---- | --------------- | ---------------------------------------------------------------- | --- | -------------------------------------------------------------------------- | ----------------------------------- | ---------------------- | ------------ | ----------------- |
|      | Datei hochladen | Altar, Einrichtung ID: 1054                                      |     | Religionspädagogisches Institut, Hauskapelle, Carnerigasse 34              | Johannes Wegan, Wolfgang Kapfhammer | 1984                   |              | Standort: Geidorf |
|      | Datei hochladen | Schöpfung, Menschwerdung, Auferstehung und Geistsendung ID: 1430 |     | Religionspädagogisches Institut, Hauskapelle, Carnerigasse 34              | Edith Temmel                        | 1984                   |              | Standort: Geidorf |
| BW   | Datei hochladen | Christus und Engel ID: 1034                                      |     | Karmelitenkloster, Hof, Grabenstraße 144 Standort                          | Erwin Huber                         | 1948                   |              | Standort: Geidorf |
| ja   | Datei hochladen | Portal ID: 1490 HERIS-ID: 51232 Objekt-ID: 56841                 |     | Grabenkirche zum hl. Johannes d. Täufer, Kirchengasse 4 Standort           | Franz Weiss                         | zwischen 1960 und 1976 |              | Standort: Geidorf |
| ja   | Datei hochladen | Glasfenster ID: 973 HERIS-ID: 51232 Objekt-ID: 56841             |     | Grabenkirche zum hl. Johannes d. Täufer, Westwand, Kirchengasse 4 Standort | Sr. Basilia Gürth OSB               | zwischen 1960 und 1976 |              | Standort: Geidorf |
|      | Datei hochladen | Glasgemälde ID: 974                                              |     | Sanatorium der Kreuzschwestern, Kapelle, Kreuzgasse                        | Sr. Basilia Gürth OSB               | 1961                   |              | Standort: Geidorf |
|      | Datei hochladen | Hl. Maria ID: 1076                                               |     | Sanatorium der Kreuzschwestern, Kapelle, Kreuzgasse                        | Othmar Klemencic                    | 1955                   |              | Standort: Geidorf |
|      | Datei hochladen | Kreuzwegbilder ID: 1413                                          |     | Sanatorium der Kreuzschwestern, Kapelle Mariahilf, Kreuzgasse 35           | Rudolf Szyszkowitz                  | 1952                   |              | Standort: Geidorf |
| BW   | Datei hochladen | Sieben-Schmerzen-Mariä ID: 1409                                  |     | Bischöfliches Knabenseminar, Kirche, Lange Gasse 2 Standort                | Rudolf Szyszkowitz                  | 1952                   |              | Standort: Geidorf |
| BW   | Datei hochladen | Glasfensterzyklus ID: 1326                                       |     | Bischöfliches Knabenseminar, neue Kapelle, Lange Gasse 2 Standort          | Luis Sammer                         | 1975 (?)               |              | Standort: Geidorf |
| BW   | Datei hochladen | Kreuz, Tabernakel ID: 1172                                       |     | Katholisches Studentenhaus, Kapelle Hl. Josef, Leechgasse 24 Standort      | Gerhardt Moswitzer                  | 1966                   |              | Standort: Geidorf |
| BW   | Datei hochladen | Altar ID: 1346                                                   |     | Katholisches Studentenhaus, Kapelle Hl. Josef, Leechgasse 24 Standort      | Jörg Schwarzenberger                | 1966                   |              | Standort: Geidorf |
| BW   | Datei hochladen | Tabernakel ID: 895                                               |     | Salvatorkirche, Robert-Stolz-Gasse 3 Standort                              | Robert Cichocki                     | 1981                   |              | Standort: Geidorf |
| BW   | Datei hochladen | Altar, Ambo ID: 1158                                             |     | Salvatorkirche, Robert-Stolz-Gasse 3 Standort                              | Herbert Missoni                     | 1981                   |              | Standort: Geidorf |
| BW   | Datei hochladen | Christus, Apostel, Evangelistensymbole ID: 1412                  |     | Salvatorkirche, Robert-Stolz-Gasse 3 Standort                              | Hans Szyszkowitz                    | 1981                   |              | Standort: Geidorf |
| ja   | Datei hochladen | Ambo, Ewiges Licht, Sessio ID: 1152                              |     | Leechkirche Mariä Himmelfahrt, Zinzendorfgasse 2 Standort                  | Jörg Mayr, Ingrid Mayr              | 1994                   |              | Standort: Geidorf |
| ja   | Datei hochladen | Altar ID: 1299                                                   |     | Leechkirche Mariä Himmelfahrt, Zinzendorfgasse 2 Standort                  | Karl Prantl                         | 1994                   |              | Standort: Geidorf |

## Ehemalige Kunstwerke
| Foto |                 | Name                                          | Typ | Standort                                                                  | Künstler        | Datierung | Beschreibung                                | Metadaten         |
| ---- | --------------- | --------------------------------------------- | --- | ------------------------------------------------------------------------- | --------------- | --------- | ------------------------------------------- | ----------------- |
| ja   | Datei hochladen | Graphische Gestaltung der Bettwäsche ID: 1315 |     | LKH, Universitätsklinik für Kinderchirurgie, Auenbruggerplatz 34 Standort | Werner Reiterer | 1993      | Die Bettwäsche ist nicht mehr in Verwendung | Standort: Geidorf |

## Quelle
- OFFSITE_GRAZ. Oeffentliche Kunst seit fuenfundvierzig. Abgerufen am 11. März 2018.